# Shadow of a Doubt
Shadow of a Doubt és una pel·lícula estatunidenca de 1943 dirigida per Alfred Hitchcock, protagonitzada per Joseph Cotten i Theresa Wright i nominada a l'Oscar al millor guió original (Gordon McDonell).
La pel·lícula narra la història d'una noia que viu a la tranquil·la localitat de Santa Rosa (Califòrnia) i que sospita que el seu oncle és un assassí de vídues.
És considerada com la millor pel·lícula estatunidenca de Hitchcock, qui assegurava que era la seva preferida. L'any 1991 va ser seleccionada per la Biblioteca del Congrés dels Estats Units per a ser preservada al National Film Registry.

## Argument
Charlotte, una adolescent que viu a la tranquil·la localitat de Santa Rosa (Califòrnia) està avorrida perquè sembla que no succeeixi res a la seva vida ni a la seva família, però un dia rep la meravellosa notícia que el seu oncle Charlie, germà de la seva mare, ve a visitar-les.
Dos homes apareixen fent-se passar per fotògrafs i periodistes que estan fent una enquesta nacional de la família estatunidenca mitjana. Un d'ells parla amb Charlotte en privat, identificant-se com el Detectiu Jack Graham i dient-li que el seu oncle és un dels dos homes considerats sospitosos de ser un assassí en sèrie conegut com l'"assassí de la vídua alegre", el modus operandi del qual consisteix a seduir, assassinar i robar vídues riques.
Al principi la noia es nega a pensar que el seu oncle pugui ser un assassí, però en diverses ocasions s'adona que aquest actua de forma estranya. Confirma les seves sospites després de veure les inicials gravades en l'anell que el seu oncle va regalar-li, ja que coincideixen amb les d'una de les víctimes. Especialment esgarrifosa és una conversa durant un sopar familiar en la qual Charlie revela la seva aversió cap a les vídues riques, comparant-les amb animals grassos que mereixen una massacre.
La creixent sospita de Charlotte aviat es fa evident al seu oncle, qui decideix afrontar-s'hi i admetre que, en efecte, és l'home que busca la policia, i li demana que l'ajudi. Ella, reticent, accepta de no dir res a ningú si ell marxa aviat, per tal d'evitar un horrible escàndol a la ciutat que destruiria la seva família, especialment la seva mare, que idolatra el seu germà petit.
Llavors arriba la notícia que el segon sospitós ha mort mentre fugia de la policia a Portland (Maine), i se suposa que en Charlie és la persona que busca la policia. El detectiu Graham marxa després de confessar-li a Charlotte que l'estima i que voldria casar-se amb ella algun dia. Al començament Charlie està encantat amb la idea, fins que recorda que la noia coneix el seu secret. Poc després Charlotte té un parell d'"accidents" quasi mortals: caient per unes escales molt inclinades a casa seva, i quedant atrapada en un garatge on hi ha un cotxe amb un escapament de gas.
L'oncle Charlie aviat anuncia que està a punt de marxar cap a San Francisco, seguint la que se suposa és la seva pròxima víctima. Mentre marxa, l'oncle se les enginya perquè ella es quedi dalt del tren amb ell, planejant matar-la empenyent-la tan bon punt aquest guanyi velocitat. Però en la subsegüent lluita entre ells, Charlie cau davant d'un altre tren que va en sentit contrari, morint atropellat. Durant el seu funeral és acomiadat amb honors pels ciutadans de Santa Rosa, que no saben res dels seus delictes. El detectiu Jack Graham torna per a consolar Charlotte; aquesta li confessa haver-li amagat informació sobre el seu oncle que l'hauria confirmat com l'assassí, però el detectiu ja ho sap, i ho accepta en adonar-se de la difícil situació de la noia. Es comprometen, i decideixen mantenir els crims de l'oncle Charlie en secret.

## Repartiment
- Theresa Wright: Charlotte Newton, "petita Charlie"
- Joseph Cotten: Oncle Charlie Oakley
- Macdonald Carey: Detectiu Jack Graham
- Henry Travers: Joseph Newton
- Patricia Collinge: Emma Spencer Oakley Newton
- Hume Cronyn: Herbie Hawkins
- Wallace Ford: Fred Saunders
- Edna May Wonacott: Ann Newton
- Charles Bates: Roger Newton
- Irving Bacon: Station Master
- Clarence Muse: Pullman Porter
- Janet Shaw: Louise Finch, cambrera
- Estelle Jewell: Catherine

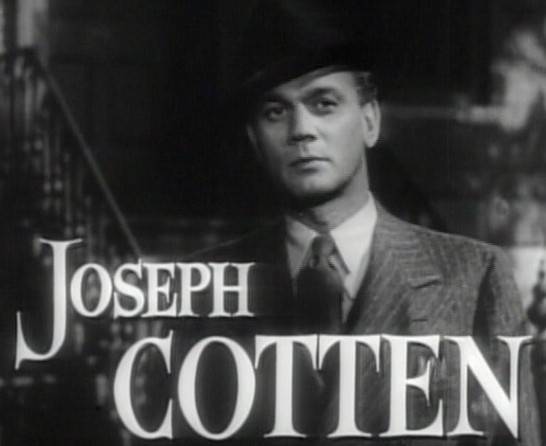
Joseph Cotten als crèdits de la pel·lícula.

Cameo: Alfred Hitchcock apareix jugant al bridge al tren que va de Filadèlfia a Santa Rosa, al minut 15 de la pel·lícula. Té una mà de piques, incloent el simbòlic as.

## Rerefons
La pel·lícula va ser filmada a Santa Rosa (Califòrnia), que apareix retratada com a exemple d'una petita i pacífica ciutat estatunidenca de la preguerra. Alguns dels edificis que hi apareixen van ser malmesos o destruïts a causa de sismes l'any 1969, i l'estació de tren (construïda el 1904) és un dels pocs edificis públics de la ciutat que va sobreviure al gran terratrèmol de 1906.
Les escenes del principi tenen lloc en el Central Ward de Newark (Nova Jersey). El skyline de la ciutat i llocs emblemàtics com el Pulaski Skyway (una sèrie de ponts amb gelosia que creuen els rius Passaic i Hackensack) se'ns mostren durant l'obertura.
Dimitri Tiomkin va posar música a la pel·lícula; el compositor utilitza el famós vals La vídua alegre de Franz Lehár, sovint distorsionant-lo una mica, com a leitmotiv de l'oncle Charlie i els seus assassinats en sèrie. Després d'aquesta primera col·laboració amb Hitchcock també va compondre la banda sonora d'Estranys en un tren, Jo confesso i Crim perfecte.
El director volia Joan Fontaine (Charlotte) i William Powell (oncle Charlie) com a protagonistes principals, però la primera no estava disponible i el segon no va voler-lo cedir la Metro-Goldwyn-Mayer.

## Premis i Nominacions

### Nominacions[6]
- Oscar a la millor història (Gordon McDonell)